# TMT (Fernsehsender)
TMT (Trochę Młodsza Telewizja, auf Deutsch „Etwas jüngeres Fernsehen“) war ein polnischer privater Fernsehsender, der vom 23. Mai 1998 bis zum 23. Juni 2008 im Betrieb war.
TMT startete im Jahr 1998 und besaß eine Satellit- und Kabellizenz. TMT gehörte zur International Movie Productions, TV LTD. Das Programm konzentrierte sich hauptsächlich auf Unterhaltung und sendete vor allem Serien, Filme, polnische Zeichentricks und Musik, sowie Eigenproduktionen. TMT richtete sich vorwiegend an ein jüngeres Publikum, welches in Städten lebt. Der Sender sendete digital unverschlüsselt über den Satelliten AMOS-1 und im Kabel. TMT war bei bis zu 12 Millionen polnischen Zuschauern empfangbar.
TMT stellte seine Ausstrahlung über Satellit im Juni 2008 ein und wurde durch den Sender Lato 2008 ersetzt.